# Liu Xianying
Pour les articles homonymes, voir Liu.
Dans ce nom chinois, le nom de famille, Liu, précède le nom personnel.
Liu Xianying (chinois simplifié : 刘显英), née le 8 juillet 1977 dans la province de Jilin, est une biathlète chinoise, vice-championne du monde de la poursuite en 2005.

## Carrière
Elle débute en Coupe du monde durant la saison 1997-1998, où elle obtient un podium en relais. En 2003-2004, Liu progresse sensiblement au classement pour atteindre le seizième rang, le meilleur d'une biathlète chinoise jusque là. C'est durant la saison 2004-2005 qu'elle s'illustre individuellement, où elle manque la victoire à Ruhpolding à cause d'une chute qui la rétrograde au deuxième rang, son meilleur résultat en Coupe du monde. Après un autre podium à San Sicario, elle décroche une médaille d'argent sur la poursuite des Championnats du monde. Cette performance l'aide à finir sixième du classement général de la Coupe du monde.
La Chinoise compte quatre participations aux Jeux olympiques de 1998 à 2010, année où elle termine sa carrière au haut niveau. Elle obtient ses meilleurs résultats individuels à l'édition de 2006, arrivant neuvième de la poursuite et septième de la mass start. 

## Palmarès

### Jeux olympiques
| Épreuve / Édition | Nagano 1998 | Salt Lake City 2002 | Turin 2006 | Vancouver 2010 |
| Individuel        |             | 17e                 | 23e        | 20e            |
| Sprint            |             | 42e                 | 11e        | 50e            |
| Poursuite         |             | DNS                 | 9e         | 29e            |
| Mass start        |             |                     | 7e         |                |
| Relais            | 7e          | 13e                 | 9e         | 8e             |

### Championnats du monde
| Mondiaux \ Épreuve      | Individuel | Sprint | Poursuite                | Départ en masse | Relais | Relais mixte                     |
| 2000 Oslo-Holmenkollen  | 45e        | 36e    | 37e                      | -               | LAP    | Épreuve inexistante à cette date |
| 2001 Pokljuka           | 64e        | 26e    | 17e                      | -               | 10e    | Épreuve inexistante à cette date |
| 2003 Khanty-Mansiïsk    | 34e        | 16e    | 22e                      | 24e             | 9e     | Épreuve inexistante à cette date |
| 2004 Oberhof            | 16e        | 30e    | 18e                      | 15e             | 11e    | Épreuve inexistante à cette date |
| 2005 Hochfilzen         | 17e        | 5e     | Médaille d'argent, monde | 4e              | 11e    | -                                |
| 2007 Antholz-Anterselva | 27e        | -      | -                        | -               | 6e     | -                                |
| 2008 Östersund          | 16e        | 18e    | 29e                      | 7e              | 14e    | -                                |
| 2009 Pyeongchang        | 41e        | 13e    | 29e                      | 18e             | 7e     | 14e                              |

Légende :

LAP : a pris un tour de retard

 :épreuve inexistante

- : n'a pas participé à l'épreuve

### Coupe du monde
- Meilleur classement général : 6e en 2005.
- 4 podiums individuels : 2 deuxièmes places et 2 troisièmes places[3].
- 5 podiums en relais : 1 deuxième place et 4 troisièmes places.

#### Classements en Coupe du monde
| Saison    | Classement général final | Individuel | Sprint | Poursuite | Mass start |
| 1997-1998 | 80e                      | 58e        | nc     | nc        |            |
| 1999-2000 | 71e                      | ?          | nc     | nc        |            |
| 2000-2001 | 54e                      | 47e        | 60e    | 44e       |            |
| 2001-2002 | 52e                      | 45e        | nc     | 42e       |            |
| 2002-2003 | 47e                      | nc         | 49e    | 49e       | 38e        |
| 2003-2004 | 16e                      | 8e         | 20e    | 15e       | 26e        |
| 2004-2005 | 6e                       | 24e        | 6e     | 6e        | 5e         |
| 2005-2006 | 19e                      | 27e        | 23e    | 22e       | 16e        |
| 2006-2007 | 25e                      | 13e        | 27e    | 29e       | 27e        |
| 2007-2008 | 19e                      | 32e        | 17e    | 26e       | 11e        |
| 2008-2009 | 15e                      | 13e        | 15e    | 13e       | 25e        |
| 2009-2010 | 57e                      | 51e        | 58e    | 56e       |            |